# Prix Goya du meilleur son

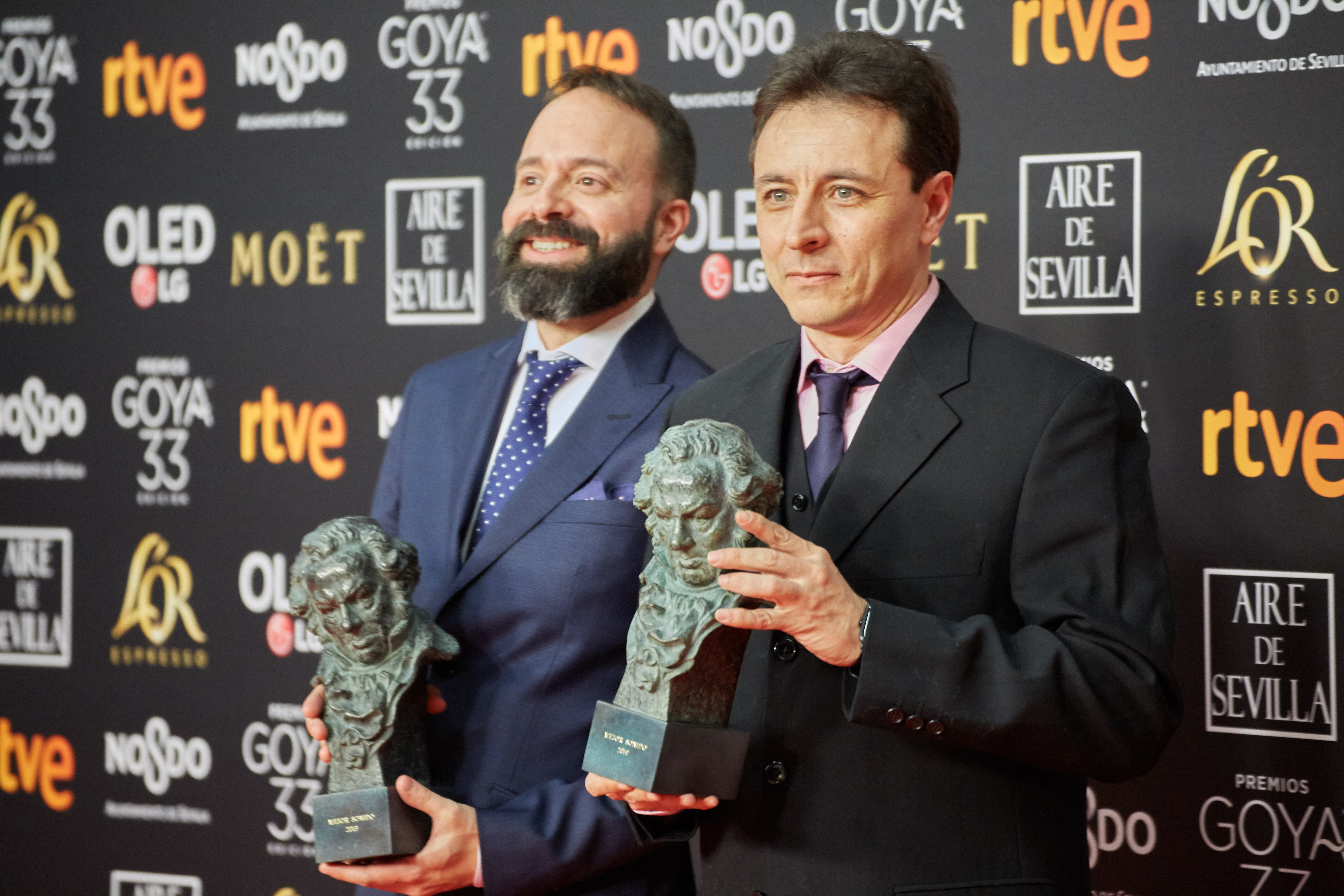
Les lauréats de 2019 : Roberto Fernández et Alfonso Raposo

Le prix Goya du meilleur son (Premio Goya al mejor sonido) est une récompense décernée depuis 1988 par l'Academia de las artes y las ciencias cinematográficas de España au cours de la cérémonie annuelle des Goyas.

## Palmarès

### Années 1980
- 1987 : Bernardo Menz et Enrique Molinero pour Werther
- 1988 : Miguel Ángel Polo et Enrique Molinero pour Divinas palabras
- 1989 : Carlos Faruolo et Enrique Molinero pour Berlín Blues

### Années 1990
- 1990 : Antonio Bloch, Francisco Peramos et Manuel Cora pour Montoyas y Tarantos
- 1991 : Gilles Ortion et Alfonso Pino pour ¡Ay, Carmela!
- 1992 : Gilles Ortion et Ricard Casals pour Le Roi ébahi
- 1993 : Julio Recuero, Gilles Ortion, Enrique Molinero et José Antonio Bermúdez pour Orquesta Club Virginia
- 1994 : Gilles Ortion, Daniel Goldstein, Manuel Cora, Alberto Herena et Enrique Quintana pour Todos a la cárcel
- 1995 : Gilles Ortion, José Antonio Bermúdez, Carlos Garrido et Polo Aledo pour Los peores años de nuestra vida
- 1996 : Miguel Rejas, Gilles Ortion, José Antonio Bermúdez, Carlos Garrido et Ray Gillon pour Le Jour de la bête
- 1997 : Daniel Goldstein, Ricardo Steinberg et Alfonso Pino pour Tesis
- 1998 : Gilles Ortion, Alfonso Pino et Bela María da Costa pour Les Secrets du cœur
- 1999 : Jorge Stavropulos, Alfonso Pino et Carlos Faruolo pour Tango

### Années 2000
- 2000 : Miguel Rejas, José Bermúdez et Diego Garrido pour Tout sur ma mère
- 2001 : Thom Cadley, Mark Wilder, Pierre Gamet, Martin Gamet, Dominique Hennequin et Marisa Hernández pour Calle 54
- 2002 : Ricardo Steinberg, Tim Cavagin, Alfonso Raposo et Daniel Goldstein pour Les Autres
- 2003 : Gilles Ortion, Alfonso Pino, Pelayo Gutiérrez et José Vinader pour El otro lado de la cama
- 2004 : Eva Valiño, Alfonso Pino et Pelayo Gutiérrez pour Ne dis rien
- 2005 : Ricardo Steinberg, Alfonso Raposo, Juan Ferro et María Steinberg pour Mar adentro
- 2006 : Carlos Bonmatí, Alfonso Pino, Pelayo Gutiérrez pour Obaba, le village du lézard vert
- 2007 : Miguel Ángel Polo et Martín Hernández pour Le Labyrinthe de Pan
- 2008 : Xavier Mas, Marc Orts et Oriol Tarragó pour L'Orphelinat
- 2009 : Jorge Mira, Jorge Marín, Maite Rivera Carbonell et Daniel de Zayas pour Tres días

### Années 2010
- 2010 : Sergio Bürmann, Jaime Fernández et Carlos Faruolo pour Cellule 211
- 2011 : Urko Garai, Marc Orts et James Muñoz pour Buried
- 2012 : Licio Marcos de Oliveira et Nacho Royo-Villanova pour Pas de répit pour les damnés
- 2013 : Peter Glossop, Marc Orts et Oriol Tarragó pour The Impossible
- 2014 : Carlos Schmukler et Nicolas de Poulpiquet pour Les Sorcières de Zugarramurdi
- 2015 : Sergio Bürmann, Marc Orts et Oriol Tarragó pour El Niño
- 2016 : David Machado, Jaime Fernández et Nacho Arenas pour Appel inconnu
- 2017 : Peter Glossop, Oriol Tarragó et Marc Orts pour Quelques minutes après minuit
- 2018 : Aitor Berenguer, Gabriel Gutiérrez et Nicolas de Poulpiquet pour Verónica
- 2019 : Roberto Fernández et Alfonso Raposo pour El reino

### Années 2020
- 2020 : Iñaki Díez, Alazne Ameztoy, Xanti Salvador et Nacho Royo-Villanova pour Une vie secrète
- 2021 : Eduardo Esquide, Jamaica Ruíz García, Juan Ferro et Nicolas de Poulpiquet pour Adú
- 2022 : Daniel Fontrodona, Oriol Tarragó, Marc Bech et Marc Orts pour En décalage (Tres)
- 2023 : Aitor Berenguer, Fabiola Ordoyo et Yasmina Praderas pour As bestas
- 2024 : Jorge Adrados, Oriol Tarragó et Marc Orts pour Le Cercle des neiges (La sociedad de la nieve)
- 2025 : Le Retour de Saturne (Segundo Premio)